# Antonio Quarantotto
Antonio Quarantotto (Vrsar, 1897 - 1987) was een Italiaans zwemmer.

## Olympische spelen
Antonio Quarantotto nam in 1920 deel aan de Olympische Spelen. Hij nam deel aan het onderdeel 4x200 meter. Hij maakte deel uit van het team dat als vijfde eindigde. Verder nam hij zonder succes deel aan de onderdelen 400 meter en 1500 meter vrije slag. 

## Italiaanse kampioenschappen
| Jaar | 100 m vrije slag | 400 m vrije slag | 1500 m vrije slag | 5×50 m vrije slag | 4×200 m vrije slag |
| ---- | ---------------- | ---------------- | ----------------- | ----------------- | ------------------ |
| 1920 | -                | 1                | 2                 | -                 | -                  |
| 1921 | -                | 2                | -                 | -                 | 1                  |
| 1922 | -                | 3                | -                 | -                 | 2                  |
| 1924 | 3                | 2                | -                 | -                 | -                  |
| 1925 | -                | 3                | -                 | -                 | 1                  |
| 1926 | -                | -                | -                 | 1                 | 1                  |
| 1927 | -                | -                | -                 | 2                 | 3                  |

Mario Massa · 
Agostino Frassinetti · 
Antonio Quarantotto · 
Gilio Bisagno